# Брус Дикинсон
Пол Брус Дикинсон (енгл. Paul Bruce Dickinson; Ворксоп, Нотингемшир, 7. август 1958) је енглески певач, текстописац, пилот, мачевалац, водитељ, писац, сценариста, глумац и маркетиншки директор, највише познат као фронтмен хеви метал бенда Ајрон Мејден.
Дикинсон је започео своју музичку каријеру певањем у малим паб бендовима у средњој школи и универзитету. Неки од њих су Стикс (не истоимени бенд из Америке) 1976, Спид (1977—1978) и Шотс почетком 1979. Потом се прикључује бенду Самсон крајем 1979. године, где је стекао ограничену популарност под уметничким именом Брус Брус. Напустио је Самсон 1981. да би се прикључио Ајрон Мејдену, као замена певачу Полу Ди'Ану. Дебитовао је на албуму The Number of the Beast из 1982. године. Бенд је од тада издао неколико успешних албума, што му доноси светску славу и титулу једног од најбољих хеви метал певача свих времена.
Дикинсон је напустио Ајрон Мејден 1993. године како би се посветио соло каријери, а њега замењује Блејз Бејли. Током своје соло каријере експериментисао је са разноврсним хеви метал и рок стиловима. Враћа се у Ајрон Мејден 1999. заједно са гитаристом Адријаном Смитом. Од тада је бенд издао четири студијска албума. Дикинсон је од повратка у бенд издао само још један соло албум Tyranny of Souls. Он је старији рођак Роба Дикинсона певача алтернативног рок бенда Кетерин Вил. Његов син Остин је певач металкор бенда Рајз то Римејн.
Дана 19. јула 2011. Дикинсону је уручио Квин Мери колеџ почасни музички докторат за велики допринос у музичкој индустрији.

## Детињство
Пол Брус Дикинсон (енгл. Paul Bruce Dickinson) рођен је у малом рударском граду Ворксопу, Нотингемшир. Његова мајка Сонја је хонорарно радила у продавници обуће, а његов отац Брус је био механичар у војсци. Дикинсоново рођење је пожурило његове родитеље, тада тинејџере, да се венчају. У почетку га је подизао његови деда, радник у локалном руднику угља, и његова баба, која је била домаћица. Ово је референцирано у песми Born In '58 са његовог албума Tattooed Millionaire.
Дикинсон је започео школовање у основној школи Ментон Прајмери (енгл. Manton Primary) у Ворксопу, док су се његови родитељи одселили у Шефилду. Убрзо потом, када му је било 6 година, он је такође послат у Шефилд где је похађао општепознату локалну основну школу - Менор Топ (енгл. Manor Top). После шест месеци похађања, његови родитељи га пребацују у малу приватну школу Шероу Вејл Џуниор (енгл. Sharrow Vale Junior). О овом периоду се присећа: „На неки начин сам захвалан на чињеници да нисам имао оно што бисте помислили срећно, некомпликовано детињство. Учинило ме је самопоузданим. Одрастао сам у средини која ме је навела на то, да свет ти никада неће чинити никакву услугу... И имао сам мало блиских пријатеља, зато... Никада у ствари се нисам дружио са неким толико дуго. Стално сам се селио.“ Дикинсон је имао млађу сестру Хелену рођену 1963. Покушавао је да се изолује што више од ње када је био млађи, наводно из пакости, јер је она била планирано дете за разлику од њега.
Дикинсоново прво музичко искуство је било играње у дединој дневној соби уз песму Чабија Чекера The Twist, још док је живео у Ворксопу. Прву плочу које се Дикинсон сећа је био сингл Битлса She Loves You, убедивши деду да му је купи. Од тада више се заинтересовао за музику говорећи: „Сећам се да сам волео више Б стране од А стране и тада сам почео да слушам музику и да одлучујем шта волим и шта не волим.“ Покушао је да свира очеву акустичну гитару, али је добио жуљеве на прстима.
До тренутка када се преселио у Шефилд, Дикинсонови родитељи су сарађивали добро тако што би купили имовину коју би преправљали и продавали. Због тога, већи део детињства Дикинсон је провео на градилиштима, све док његови родитељи нису купили пансион и банкротирану гаражу у коју је његов отац почео да продаје половне аутомобиле. Доходак од њиховог бизниса им је дао прилику да Дикинсону (тада тринаестогодишњаку) дају интернатско образовање. Одабрали су Андл (енгл. Oundle), јавну школу у Нортемптоншајеру. Дикинсон се није бунио због растанка са родитељима, јер како је рекао: „Нисам нарочито уживао да будем са родитељима, зато сам то видео као излаз... Мислим да је то због тога што нисам изградио никакву везу са њима када сам био веома, веома млад.“
У Андлу су, међутим, Дикинсона редовно задиркивали и мучили старији дечаци из Сидни Хауса енгл. Sidney House, интернатске куће у којој је био и он. Он је то описивао као „систематску тортуру“ и то је значило да је „постао свестан да је аутсајдер.“ Његова интересовања у школи су била често везана за војску, заједно је са Мајком Џорданом створио друштво ратних игара. Тиме је добио неку позицију у школи и да добије неки утицај у школској кадетској сили. Омогућено му је да барата муницијом, коју је користио да ствара експлозивне замке.
У овом периоду Дикинсон се заинтересовао за хард рок, чувши песму Дип Парпла Child In Time из собе другог студента. Због тога први албум који је поседовао био је Дип Парплов In Rock. После In Rock-а купио је дебитантски албум Блек Сабата, Џетро Талов албум Aqualung и Tarkus албум групе Емерсон, Лејк енд Палмер. Сваког месеца бенд би свирао у школи. Један од првих које ће Дикинсон видети је бенд Вајлд Турки, у којој је био бивши басиста групе Џетро Тал, Глен Корник. После тога видео је Ван дер Граф Џенерејтор и Артура Брауна.
Дикинсон је у почетку желео да свира бубњеве. Касније је набавио бонго бубњеве из музичког кабинета и вежбао је. Сећа се да је свирао „Let It Be“ са другом Мајком Џорданом. Тада је открио свој певачки глас док је охрабривао Џордана да пева високе ноте. Убрзо потом Дикинсон је избачен из Андла због тога што је уринирао на директорову вечеру.
Вративши се у Шефилд 1976, Дикинсон је почео да похађа локалну свеобухватну школу. Тада се придружио свом првом бенду. Начуо је разговор два ученика како су разговарали о свом бенду и о томе како им треба певач, па се он одмах понудио. Вежбали су у гаражи бубњаревог оца. Бенд је био импресиониран Дикинсоновим гласом, па су га убеђивали да купи свој први микрофон. Њихова прва свирка је била у Бродфилд Таверну (енгл. Broadfield Tavern) у Шефилду. Оригинално су се Звали Парадокс, да би касније променили име на предлог Дикинсона у Стикс, несвесни истоименог америчког бенда. Доспели су у локалним новинама када је радник железаре покушао да разбије њихове бубњеве, јер га је пробудила њихова прегласна музика. Бенд се убрзо распао.

## Универзитет
Завршивши школу са А нивоом из енглеског језика, историје и економије, Дикинсон је признао: „Нисам стварно знао шта сам хтео да радим.“ Прва шта је урадио било је прикључење Територијалној војсци на шест месеца. Иако је уживао у војсци, Дикинсон је схватио „да то није у ствари избор каријере,“ па се пријавио да чита историју на Квин Мери колеџу у Ист енду. Његови родитељи су га желели у војсци, али им је рекао да жели прво да дипломира: „То су у ствари желели да чују, па је то била моја прича за прикривање. Онда када сам стигао тамо, одмах сам почео да тражим и да свирам у бендовима.“
На колеџу, Дикинсон је био у Одбору за забаву; „једног дана би био роуди за Џем, следећег би постављао код Стоунхенџа бину за Хавквинд или слично.“ Године 1977. Дикинсон је упознао Пола „Нодија“ Вајта, мулти-инструменталисту који је поседовао појачало и другу опрему. Са њим и са бубњарем Стивом Џоунсом, Дикинсон ће формирати бенд назван Спид. Дикинсон је објаснио: „Није имало никакве везе са узимањем спида, ми смо били бенд који није узимао дрогу. Само смо све свирали невероватно брзо.“ У Спиду, Дикинсон је почео да пише свој материјал; „Натерао сам Нодија да ми да неколико гитарских лекција и почео сам да пишем ствари одмах. Показао ми је три акорда и ја бих писао ствари од тих три акорда.“
Иако ће Спид свирати неколико свирке у Грин Мен пабу, Пламстид, бенд није дуго потрајао, али је охрабрио Дикинсона да буде музичар. Дикинсон је приметио оглас у часопису Melody Maker са натписом Тражи се певач за пројекат снимања, и он је одмах одговорио. Снимио је демо траку и послао је са поруком: Успут, ако сматрате да је певање срање, има неке ствари Џона Клиса са друге стране које ће вам можда бити занимљиве. Свидело им се то што су чули и позвали су Дикинсона у студио да сниме Dracula, прву песму коју ће Дикинсон снимити уопште са бендом званим Шотс (Shots), кога су формирала два брата Фил и Даг Сивитер. Песма ће се касније појавити на другом компилацијском диску The Best of Bruce Dickinson. Браћа су била импресионирана Дикинсоновим вокалним способностима и питали су га да се придружи њиховој групи.
Дикинсон је редовно свирао са Шотсима малој публици. Једне одређене вечери, Дикинсон је одједном стао усред песме да интервјуише човека у публици, јер овај није обраћао довољно пажње. Добио је добре реакције, па је то почео да ради свако вече, док није постала рутина да привуче пажњу публици. Дикинсон сматра да га је ово искуство научило да буде фронтмен.
Следећа велика ствар за Дикинсонову каријеру се догодила у пабу Принц оф Вејлс (Prince of Wales) у Гревсенду, где су Шотси наступали редовно. У пабу су навратили Бери Грахам (Thunderstick) и Пол Семсон. Импресионирани његовим наступом, разговарали су са Дикинсоном после и питали су га да им буде нови певач. Дикинсон се сложио да се придружи њиховом бенду Семсону, али тек када заврши са испитима из историје две недеље касније. После тога, његово интересовање за универзитетско образовање је опало. Као резултат, универзитет је покушао да га избаци, јер је пао на испитима из друге године, као и због неплаћања школарине, али га је спасила његова улога Референта за забаву (Entertainments Officer). После 6 месеца, Дикинсон је постигао степен 2:2.
Дикинсон је 19. јула 2011. године добио почасни музички докторат од Квин Мери колеџа, због великог доприноса музичкој индустрији.

## Самсон (1979—1980)
„У својој наивности, мислио сам да су сви људи који су у рокенрол бендовима велики уметници, и био је велики шок за мене када сам схватио да нису, да нису ни тежили ка томе у ствари. Неки су били, можда, али неки од њих, као Самсон, су били уплашени од саме идеје.“

—Брус Дикинсон, о својим бившим колегама из Самсона.
После упознавања са Полом Самсоном и Беријем Пукисом у Принц оф Вејлсу и за време последњих универзитетских испита, Дикинсон се прикључио Семсону на бини у Бишопс Стортфорду да би извео њихову песму „Rock Me Baby,“ чиме је цементирао улогу певача бенда.
Бенд је већ издао њихов дебитантски албум Survivors из 1979. године, два месеца пре доласка Дикинсона. Убрзо по завршетку послова на универзитету, састао се са бендом у Wood Wharf студију и Гринвичу како би научио албум. Иако песме нису одговарале његовом вокалном стилу, бенд је убрзо написао велики део текста за нови албум Head On на најранијим пробама. Неке песме су одмах убачене у живи наступ.
За време тих најранијих проба настао је надимак Брус Брус од скеча Брус из Монтија Пајтона. Име је постало врло досадно, јер је менаџмент константно писало неважеће чекове на име Брус Брус, као шалу. Дикинсон је касније изјавио да му се надимак није свидео, али да га је прихватио као неку врсту бинског имена.
Дикинсон је остао шокиран када је увидео да нису сви рок извођачи велики уметници, јер су неки, као Самсон, били заинтересовани само за жене, дрогу и алкохол, за шта се он није повезивао. Мада је пре и сам пушио џоинт, Дикинсон је открио да није могао уопште да комуницира са другим члановима бенда, ако је био трезан, и схватио је да је то цена коју мора да плати.
Док је наступао са Самсоном, Дикинсон је први пут дошао у додир са Ајрон Мејденом, који су били предгрупа Семсону 1980. Како се Дикинсон сећа: „Гледао сам их, и били су добри, стварно јебано добри и у том моменту сећам се да сам помислио: Желим јебано да певам за тај бенд. У ствари, ја има да певам у том бенду! Знам да ћу да певам у том бенду ... Само сам помислио, ово сам у ствари ја. Не Самсон.“
Дикинсон је остао у бенду још једну годину, снимивши два албума са њим - Head On and Shock Tactics. Међутим, Самсон је убрзо ушао у конфликт са својом издавачком кућом Gem, која је банкротирала и није успела да исфинансира њихову европску турнеју са Ајрон Мејденом. Бенд се окренуо RCA-у, која је почела да занемарује групу и убрзо су отпустили цео свој менаџерски тим. Судском наредбом је сва њихова опрема одузета и нису могли бити плаћени за наступе. Задња свирка бенда је била на Reading фестивалу, после које је Дикинсону пришао Род Смолвуд, менаџер Ајрон Мејдена, да га позове да се прикључи бенду, као њихов нови певач.

## Ајрон Мејден

### Почеци и успех: 1981–1985.
Дикинсон је отишао на аудицију Ајрон Мејдена у Хакнију септембра 1981. и одмах му је било јасно да су били доста професионалнији од Семсона. У соби за пробе, бенд је свирао Prowler, Sanctuary, Running Free и Remember Tomorrow, пре него што су затражили од Дикинсона да отпева те песме у студију за снимање.
Ајрон Мејден је имао доста строгу и организовану рутину који је одговарао стилу писања чланова, а Дикинсон ју је описао као „временски сто“ (time table). После неколико свирка, почели су да пишу нови материјал за њихов трећи албум The Number of the Beast, који је објављен 1982. Због уговорних проблема са Семсоном, Дикинсон правно није могао да прими никакву заслугу за снимљене песме, па је морао да, како је он то описао, морално да доприноси. Касније је открио да је ограничено допринео у стварању песама The Prisoner, Children of the Damned and Run to the Hills. Албум је био велики успех, попевши се на врх листа у Уједињеном Краљевству, као и добивши платински тираж у Уједињеном Краљевству и САД. После издавања албума, бенд је кренуо на светску турнеју.

„Претпостављам да је то био први пут да сам размишљао о напуштању. Не мислим само о напуштању Ајрон Мејдена, већ мислим о напуштању музике уопште. Размишљао сам: 'Ништа није врдно да бисте се осећали овако.' Почео сам да се осећам као део машинерије, као да сам део опреме за осветљење.“

—Брус Дикинсон, о турнеји из 1984—1985
На следећим албумима Piece of Mind из 1983. и Powerslave из 1984, монопол Стива Хариса у писању песама је смањен у корист идеја других чланова групе. Дикинсон је тада допринео на бројним песмама, као што су Flight of Icarus и 2 Minutes to Midnight. Током целе World Slavery турнеје, као дао новог театарских елемената уврштених у сценски наступ бенда, Дикинсон је носио маску током песме Powerslave. Ова турнеја је била најдужа турнеја Ајрон Мејдена, а Дикинсон је на половини хтео да оде кући, због превеликог броја концерта. Менаџмент Ајрон Мејдена су константно додавали датуме, док Дикинсон није захтевао да престану претећи да ће напустити бенд, ако то не ураде.